# Václav Juha
Václav Juha (14. srpna 1903 Kaznějov – ???) byl český a československý politik Komunistické strany Československa a poválečný poslanec Ústavodárného Národního shromáždění a Národního shromáždění ČSR.

## Biografie
Pocházel z rodiny listonoše. Vyučil se v chemické továrně. V období let 1928–1938 byl členem sociální demokracie. Za druhé světové války byl politickým vězněm. Po válce vstoupil roku 1945 do KSČ.
Původní profesí byl soustružníkem z Kaznějova. V roce 1946 se uvádí jako předseda ONV, bytem Kaznějov. Předsedal ONV v Kralovicích. V této funkci působil od 1. června 1945. Roku 1946 se zmiňuje i jako člen předsednictva Krajské odborové rady v Plzni. V roce 1947 se stal také vedoucím komise pro lidovou správu sekretariátu Krajského výboru KSČ v Plzni. Po únorovém převratu usedl na post prvního místopředsedy KV KSČ v Plzni.
V parlamentních volbách v roce 1946 byl zvolen poslancem Ústavodárného Národního shromáždění za KSČ. V parlamentu setrval do konce funkčního období, tedy do voleb do Národního shromáždění roku 1948, v nichž byl zvolen do Národního shromáždění za KSČ ve volebním kraji Plzeň. Mandát zastával do své rezignace v květnu 1951. Do parlamentu místo něj nastoupil Jaroslav Krofta.
Do 16. června 1954 byl evidován jako agent StB pod krycím jménem Julius, u StB Plzeň.